# Prosopium coulterii
Prosopium coulterii es una especie de pez de la familia Salmonidae en el orden de los salmónidos.

## Morfología
Cuerpo alargado, casi cilíndrico, los machos pueden llegar alcanzar los 28 cm de longitud total. Número de vértebras: 49-55.

## Alimentación
Come principalmente crustáceos y larvas de insectos acuáticos.

## Depredadores
Es depredado por el pez lota y por el ave martín pescador.

## Hábitat
Es un pez de agua dulce, de clima templado y bentopelágico que vive entre 18-168 m de profundidad.

## Distribución geográfica
Se encuentra en América del Norte y Rusia.

## Observaciones
Es inofensivo para los humanos.